# 10781 Ritter
10781 Ritter este un asteroid din centura principală de asteroizi.

## Descriere
10781 Ritter este un asteroid din centura principală de asteroizi. A fost descoperit pe 6 august 1991 la Tautenburg de Freimut Börngen. El prezintă o orbită caracterizată de o semiaxă mare de 2,64 ua, o excentricitate de 0,12 și o înclinație de 5,5° în raport cu ecliptica.